# Hendrik Wester
Hendrik Wester (Garmerwolde, 23 januari 1752 – Oude Pekela, 19 februari 1821) was een Nederlandse onderwijzer en onderwijshervormer.

## Biografie
Wester, zoon van de bemiddelde landbouwer Roelf Wester en Wieke Hindriks, werkte aanvankelijk als winkelbediende in Groningen. Hij werd op 20-jarige leeftijd schoolmeester in de Groningse plaats Ten Boer. Hij begon hier in een tijdelijk baan, maar verrichtte zijn taak zo goed, dat het niet lang duurde of hij ontving een vaste aanstelling.
Al spoedig zag hij in dat het schoolonderwijs, zoals het toen nog algemeen gegeven werd, saai was en in elk opzicht verbetering behoefde. Hij begreep intuïtief, dat alle onderwijs, wilde het vruchten afwerpen, de belangstelling van de leerlingen moest hebben en begrijpelijk moest zijn. Met deze gedachte bracht Wester geleidelijk en tactvol allerlei verbeteringen aan. Een van de eerste was het invoeren van de Hollandse spelnamen bij het lezen. Daarnaast maakte hij zijn leerlingen bekend met orde en rust in de school en voerde een soort klassikaal onderwijs in, het zogenaamde "stilschoolhouden".
Na elf jaar in Ten Boer werkzaam te zijn geweest werd hij in 1783 schoolmeester in Oude Pekela als opvolger van de overleden schoolmeester Derk Jan Houwink. Al voor die tijd begon hij te schrijven over onderwijskundige zaken. In 1780 verscheen zijn ABC boek, of Begin der letteroefening, voor kinderen. Een boek, dat in het midden van de 19e eeuw zijn 28e druk beleefde. In het totaal zouden er een vijftigtal schoolboeken van zijn hand verschijnen. Hij schreef niet alleen over het taalonderwijs, de vaderlandse geschiedenis, aardrijkskunde en godsdienst, maar ook een verhandeling over de gebreken in de burgerscholen.
Wester was autodidact. In Oude Pekela was hij tevens raadslid en lid van de kerkenraad. Hij was gehuwd met Annechijn Doedens, dochter van het notabele echtpaar Doede Doedens en Elje Jans uit Oude Pekela. Zijn huwelijk bleef kinderloos.
Zijn werk bleef niet onopgemerkt. Enkele van zijn publicaties werden bekroond door de Maatschappij tot Nut van 't Algemeen. Zijn school in Oude Pekela werd tot modelschool verklaard. In 1801 werd hij benoemd tot een van de eerste schoolopzieners van de toenmalige Bataafse Republiek. Naar hem zijn diverse scholen in Nederland genoemd. In 1880 werd bijvoorbeeld in Amsterdam de Hendrik Westerschool geopend, als eerbewijs voor zijn verbeteringen op het gebied van het onderwijs, onder andere door de invoering van de maatspelling.
Wester overleed in 1821 op 69-jarige leeftijd. Hij was Broeder van de Orde van de Nederlandse Leeuw en erelid van de Maatschappij tot Nut van 't Algemeen. De Groningse hoogleraar Theodorus van Swinderen schreef een in memoriam gewijd aan Wester. Hendrik Wester ligt begraven op het kerkhof bij de Nederlands Hervormde kerk te Oude Pekela.
In 1826 werd door de uitgever Oomkens uit Groningen, op de begraafplaats in Oude Pekela, een tombe geplaatst op het graf van Wester (zie fotogalerij), welk monument in 1894 werd vervangen door het huidige. Dit neoclassicistische grafmonument van blauw arduin kreeg in 1991 een plaats in de tuin van het museum Kapiteinshuis Pekela in Nieuwe Pekela. In 1956 werd een standbeeld van Hendrik Wester (zie fotogalerij) in Ten Boer, de plaats waar zijn carrière begon, geplaatst.
Zowel in Ten Boer als Oude Pekela is een straat naar Wester genoemd.

## Fotogalerij

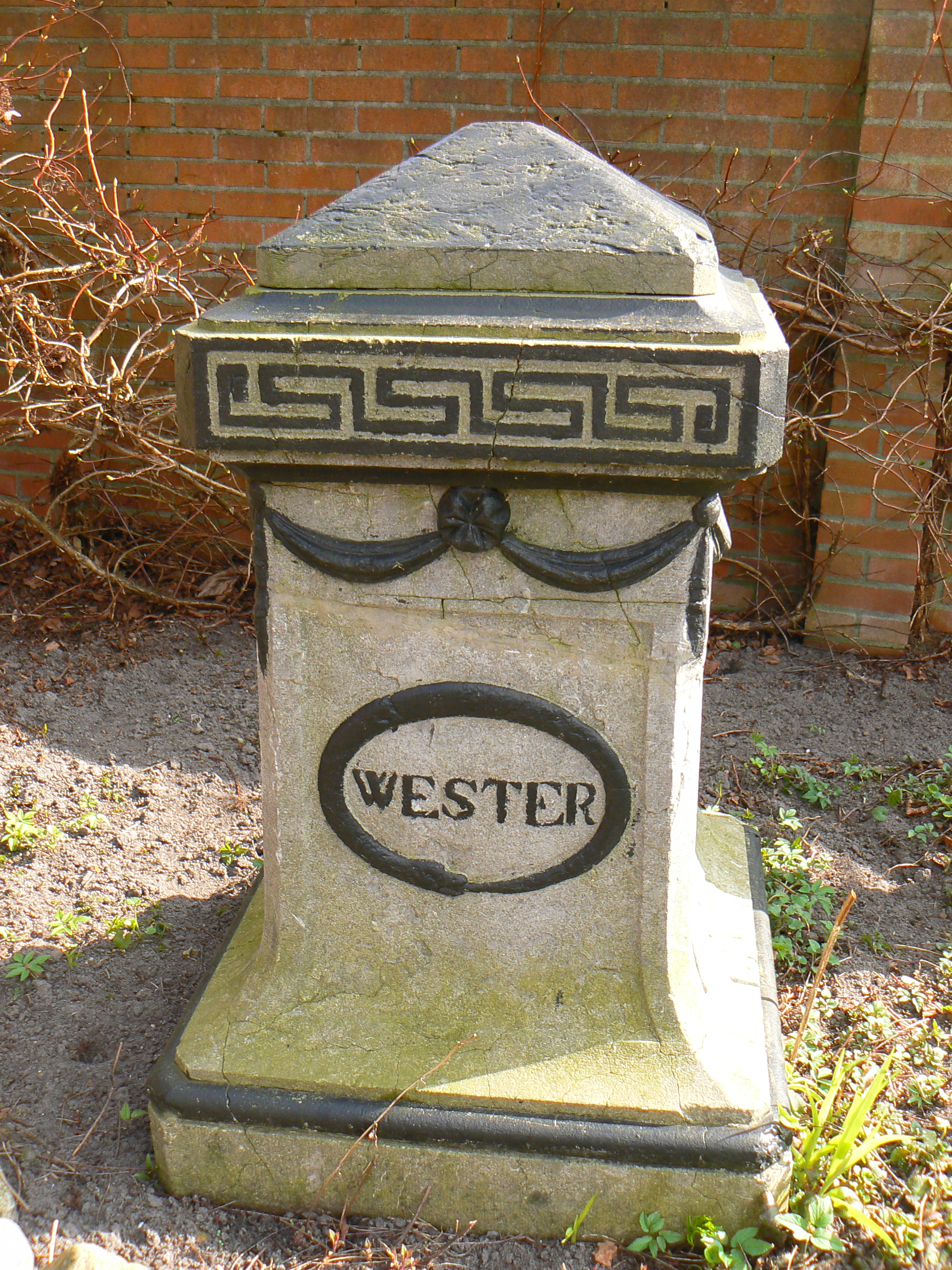
Oorspronkelijk gedenkteken Hendrik Wester Oude Pekela
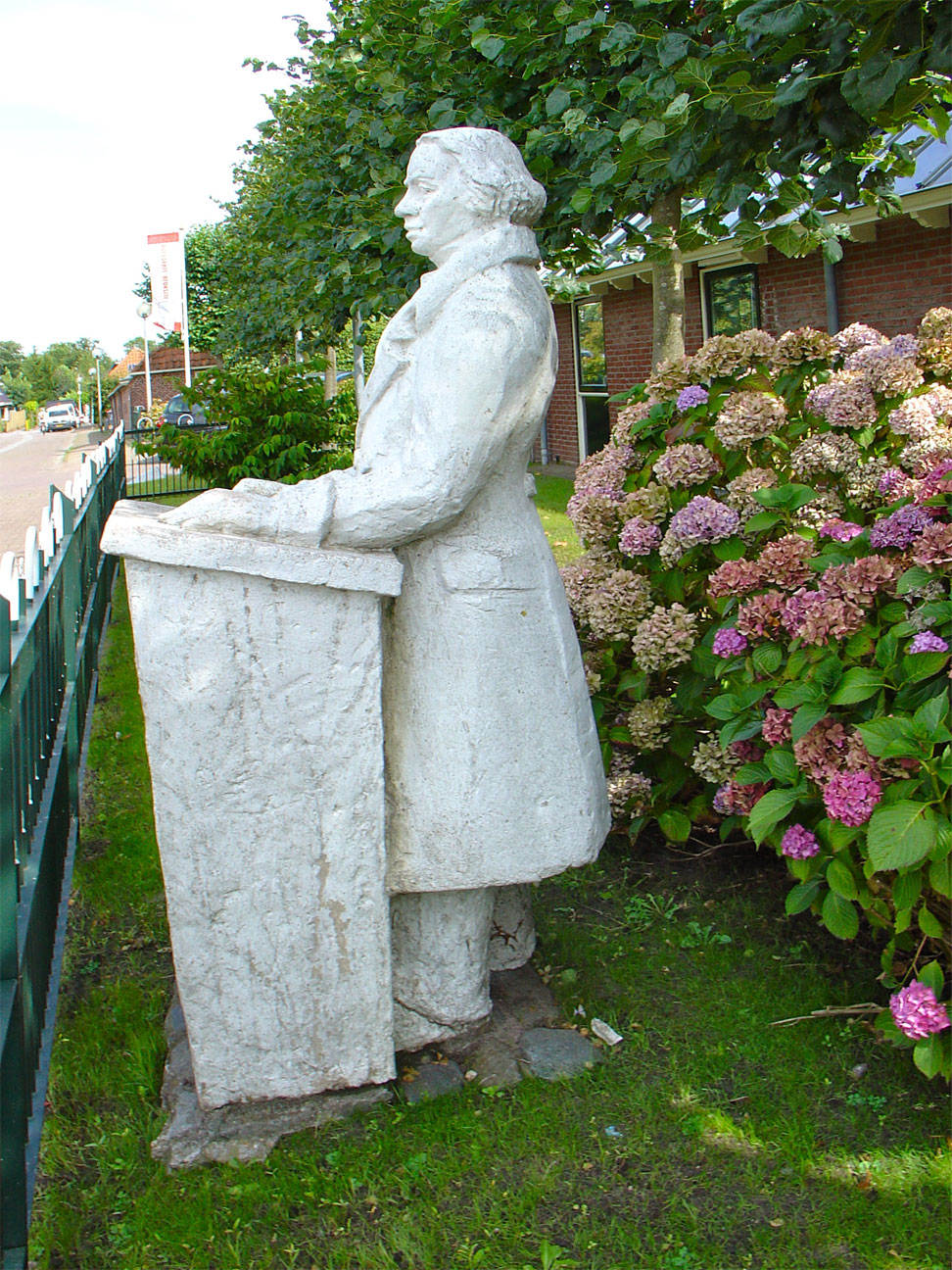
Standbeeld van Hendrik Wester (1752–1821) bij het gemeentehuis van Ten Boer
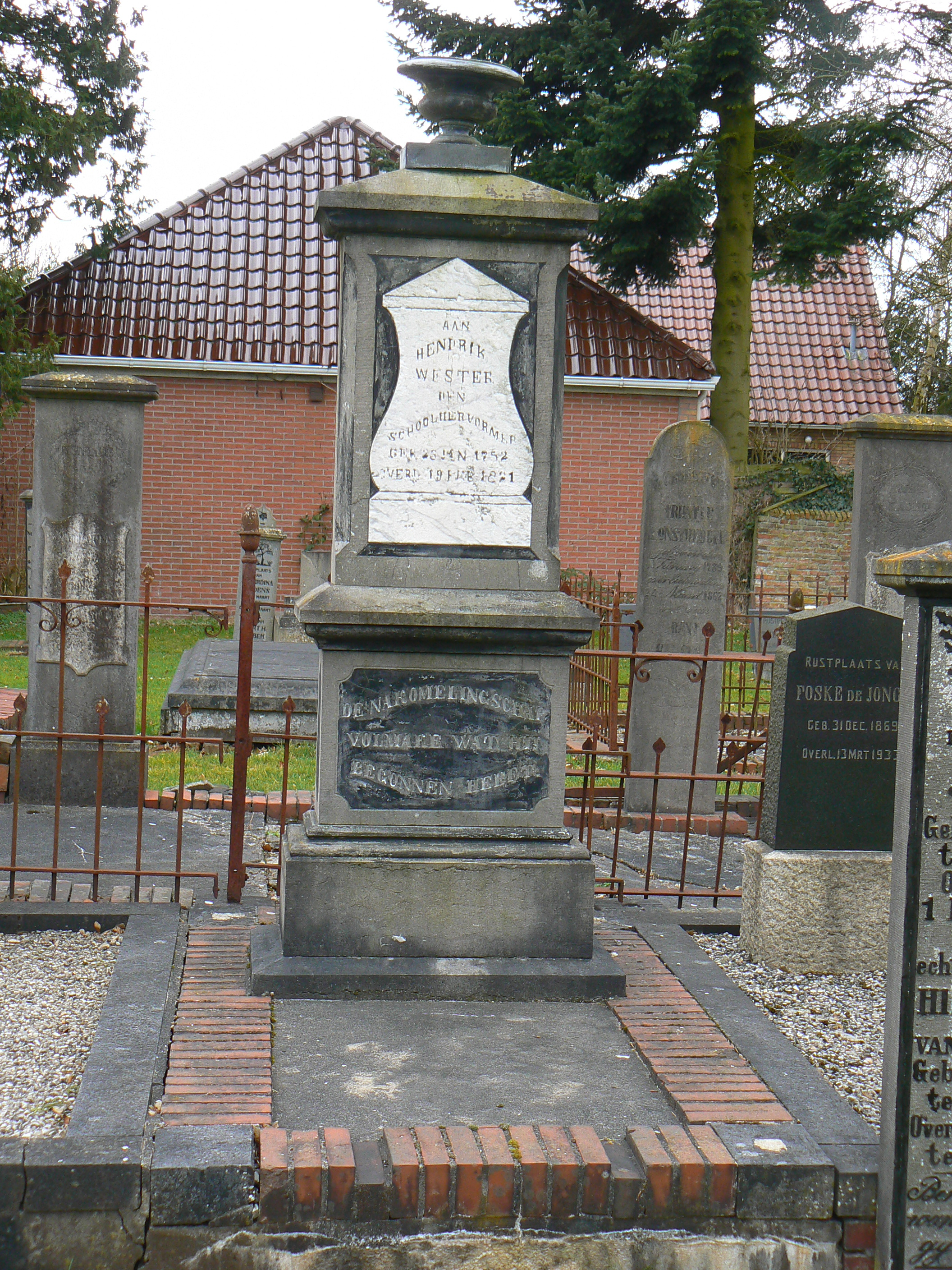
Graf van Hendrik Wester in Oude Pekela
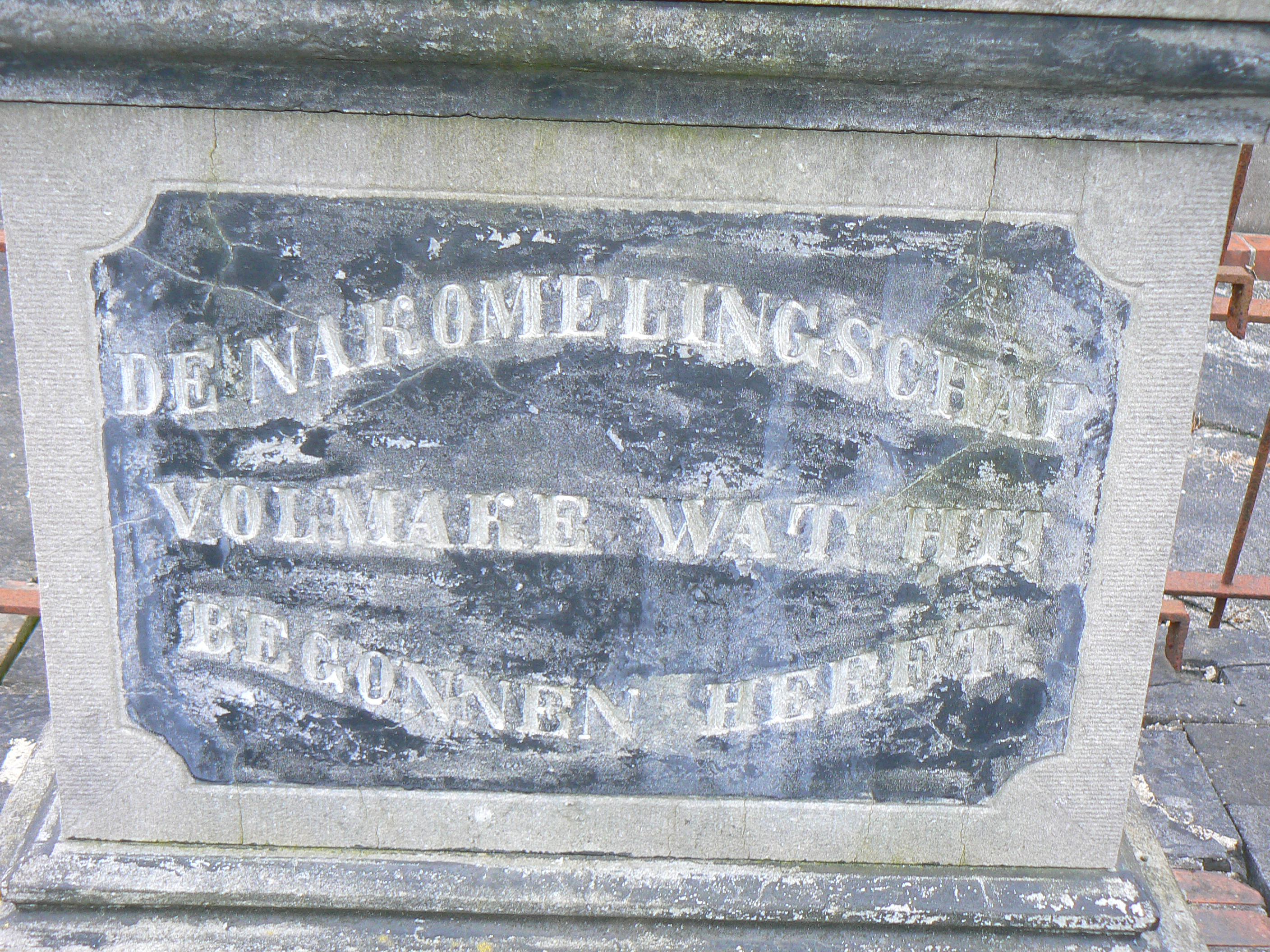
"De nakomelingschap volmake wat hij begonnen heeft"
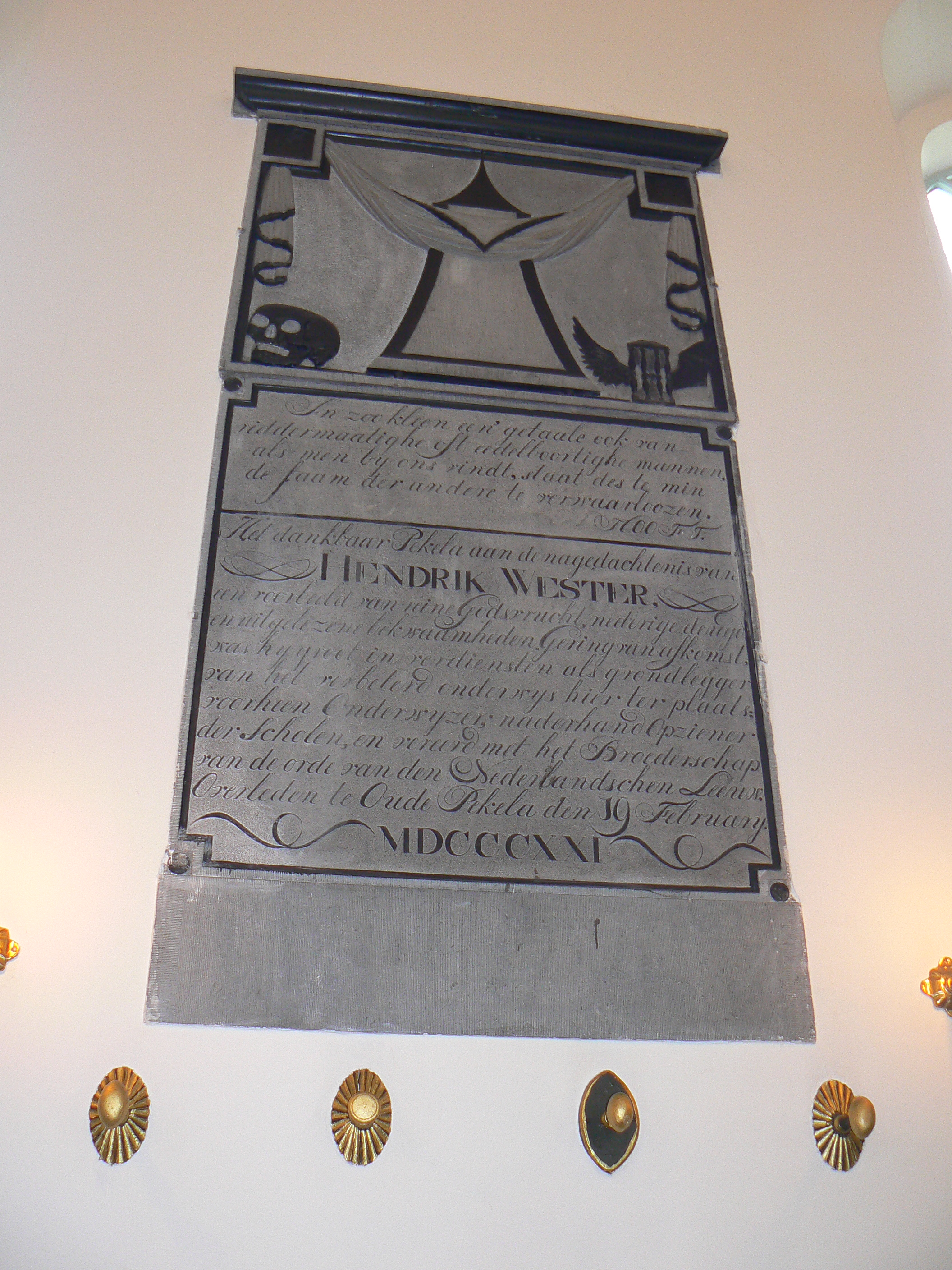
Herdenkingssteen in de Nederlandse Hervormde Kerk, Oude Pekela